# Porównanie społeczne w dół
Porównanie społeczne w dół – w psychologii społecznej porównywanie się z osobami będącymi w gorszej sytuacji od naszej. Jest to jeden z licznych zabiegów autowaloryzacyjnych. Dzięki niemu podnosi się nastrój i polepsza samopoczucie, w związku z czym tendencja do porównań w dół pojawia się zwłaszcza wtedy, gdy nastąpi chwilowe obniżenie samooceny (na przykład po poniesieniu porażki).